# Jan Brueghel el Viejo
Jan Brueghel el Viejo (pronunciación: /jɑn ˈbɾøːɣəl/; Bruselas, 1568-Amberes, 1625) fue un pintor flamenco, hijo de Pieter Brueghel el Viejo, hermano de Pieter Brueghel el Joven y padre de Jan Brueghel el Joven. Fue apodado «el Velours» ('el terciopelo'), «la Flor» y «el Paraíso», debidos los dos últimos nombres a sus temas favoritos y el primero por su dominio en la pintura de telas.
Prolífico pintor de naturalezas muertas, a menudo de flores y paisajes, creó un estilo más independiente del de su padre que el de su hermano Pieter Brueghel el Joven. Sus primeras obras a menudo son paisajes con escenas bíblicas o históricas, en particular escenas boscosas. Más tarde evolucionó a pintura de paisaje puro, o vistas urbanas, y hacia naturalezas muertas al final de su carrera.
Muchos de sus cuadros son colaboraciones en los que otros autores, como Pedro Pablo Rubens, Hendrick de Clerck, Frans Francken el Joven, Paul Bril y Hendrick van Balen pintaban las figuras, encargándose él de los paisajes y flores. Mientras que en sus colaboraciones los paisajes fueron hechos generalmente por Brueghel, los papeles fueron invertidos cuando él trabajó con Joos de Momper puesto que era Brueghel que pintó las figuras en los paisajes pintados por de Momper.

## Biografía
Jan Brueghel el Viejo nació en Bruselas, hijo de Pieter Bruegel el Viejo y de Maria (llamada «Mayken») Coecke van Aelst. Su madre era hija de los destacados artistas renacentistas flamencos Pieter Coecke van Aelst y Mayken Verhulst. Su padre murió aproximadamente un año después del nacimiento de Jan en 1569. Se cree que después de la muerte de su madre en 1578, Jan, junto con su hermano mayor Pieter Brueghel el Joven y su hermana Marie, se fueron a vivir con su abuela Verhulst, que para entonces ya había enviudado. El biógrafo flamenco Karel van Mander escribió en su Schilder-boeck publicado en 1604 que Verhulst fue la primera profesora de arte de sus dos nietos.  Les enseñó a dibujar y pintar miniaturas con acuarela. Jan y su hermano también pueden haberse formado con artistas locales en Bruselas que eran diseñadores de tapices.
Jan y su hermano Pieter fueron enviados a Amberes para estudiar pintura al óleo. Según Karel van Mander, estudió con Peter Goetkint, un importante comerciante que tenía una gran colección de pinturas en su taller. Goetkint murió el 15 de julio de 1583, poco después de que Jan comenzara su formación. Es posible que Jan continuara sus estudios en este taller, que fue regentado por la viuda de Goetkint, ya que no hay constancia de ningún otro maestro.
Era habitual que los pintores flamencos de aquella época viajaran a Italia para completar sus estudios. Jan Brueghel partió hacia Italia, primero a Colonia, donde vivía su hermana Marie y su familia. Más tarde visitó Frankenthal, un importante centro cultural donde trabajaban varios paisajistas flamencos.
Luego viajó a Nápoles, probablemente después de pasar un tiempo en Venecia. En Nápoles realizó algunos dibujos después de junio de 1590 que muestran su interés por los paisajes y la arquitectura monumental.  Trabajó para Don Francesco Caracciolo, un noble y sacerdote prominente y fundador de los Clérigos Regulares Menores. Jan produjo pinturas de gabinete a pequeña escala para Don Francesco.
Brueghel abandonó Nápoles para trasladarse a Roma, donde vivió entre 1592 y 1594. Allí se hizo amigo de Paul Bril  un paisajista de  Amberes que se había mudado a Roma a finales del siglo XVI. Junto con su hermano Mathijs Bril, creó paisajes atmosféricos para muchas residencias romanas. Brueghel se inspiró en los animados dibujos y paisajes a pequeña escala de Bril de mediados de la década de 1590. Durante su estancia en Roma, Jan Brueghel conoció a Hans Rottenhammer, un pintor alemán de pequeñas pinturas de gabinete sobre cobre de gran acabado. Rottenhammer pintó composiciones religiosas y mitológicas, combinando elementos de estilo alemán e italiano, que eran muy apreciados. Brueghel colaboró tanto con Paul Bril como con Rottenhammer. Brueghel también pasó tiempo haciendo acuarelas de los monumentos antiguos de Roma y parecía particularmente fascinado por los interiores abovedados del Coliseo.
Gozó de la protección del cardenal Ascanio Colonna. En Roma también conoció al cardenal Federico Borromeo , que desempeñó un papel importante en la Contrarreforma y también fue un ávido coleccionista de arte. El cardenal se convirtió en amigo y mecenas de Brueghel durante toda su vida. Brueghel se instaló en el Palacio Vercelli de Borromeo. Cuando Borromeo se convirtió en arzobispo de Milán en junio de 1595, Brueghel lo siguió y pasó a formar parte de la casa del cardenal.  Realizó muchas pinturas de paisajes y flores para el cardenal.
Brueghel permaneció en Milán durante un año y en 1596 regresó a Amberes, donde permaneció activo, salvo algunas interrupciones, durante el resto de su vida. Un año después de su regreso, Jan Brueghel fue admitido como maestro libre en el gremio de San Lucas de Amberes como hijo de un maestro. El artista se casó el 23 de enero de 1599 en la catedral de Nuestra Señora de Amberes. La novia fue Isabella de Jode, hija del cartógrafo, grabador y editor Gerard de Jode. Su hijo Jan nació el 13 de septiembre de 1601. Este primogénito tuvo a Rubens como padrino y más tarde se hizo cargo del taller de su padre y fue conocido como Jan Brueghel el Joven.
Brueghel fue inscrito como burgués de Amberes el 4 de octubre de 1601 como «Jan Bruegel, Peetersone, schilder, van Bruessele» («Jan Bruegel, hijo de Peeter, pintor, de Bruselas»). Tan solo un mes antes, Brueghel había sido elegido decano del Gremio de San Lucas, pero no había podido asumir el cargo porque no era burgués de Amberes. Al ser inscrito formalmente como burgués ese mismo año, Brueghel pudo finalmente ser decano. Al año siguiente fue reelegido como decano.
En 1603 nació su hija Paschasia Brueghel, de la que Rubens fue también padrino. Su esposa Isabella de Jode murió ese mismo año dejándole con dos niños pequeños. Se ha especulado que la muerte de su esposa estuvo relacionada con el nacimiento de su último hijo.
A mediados de 1604, Brueghel visitó Praga, la principal sede de la corte de Rodolfo II, emperador del Sacro Imperio Romano Germánico, quien promovió la innovación artística. La corte del emperador había atraído a muchos artistas nórdicos como Bartholomeus Spranger y Hans von Aachen, quienes crearon un nuevo estilo afectado, lleno de artificios, hoy conocido como manierismo nórdico.
A su regreso a Amberes en septiembre de 1604, Brueghel compró una gran casa llamada "De Meerminne" (La Sirena) en la Lange Nieuwstraat de Amberes el 20 de septiembre de 1604. El artista se volvió a casar en abril de 1605. Con su segunda esposa, Catharina van Mariënburg, tuvo ocho hijos, de los cuales Ambrosius se convirtió en pintor.
Tras su nombramiento en 1606 como pintor de la corte del archiduque y la duquesa Alberto e Isabel, soberanos de los Países Bajos españoles, el artista estuvo presente en Bruselas durante períodos en 1606, 1609, 1610 y 1613. El 28 de agosto de 1613 la corte de Bruselas pagó a Brueghel 3.625 florines por completar varias obras.
A partir de octubre de 1610, Rubens empezó a asumir el papel de intermediario de su amigo Jan Brueghel. En 1625, Rubens había escrito unas 25 cartas al cardenal Borromeo en nombre de Brueghel. En una carta a Borromeo, Brueghel se refirió, en broma, al papel de su amigo como el de "mio secretario Rubens". En 1612 o 1613, Peter Paul Rubens pintó un retrato de Jan Brueghel y su familia (Courtauld Institute, Londres). En 1613 acompañó a Rubens y a Hendrick van Balen el Viejo en una misión diplomática a la República Holandesa. Allí conocieron a Hendrick Goltzius y otros artistas de Haarlem.
Cuando Juan Ernesto, duque de Sajonia-Eisenach, pasó por Amberes en 1614, se tomó el tiempo de visitar a Rubens y Brueghel en sus talleres. Brueghel recibió muchos encargos oficiales del magistrado de la ciudad de Amberes. Cuatro de sus pinturas fueron ofrecidas por los magistrados de la ciudad de Amberes al archiduque y la duquesa Alberto e Isabel el 27 de agosto de 1615. Fue en 1618 uno de los doce pintores importantes de Amberes a los que los magistrados de la ciudad de Amberes encargaron una serie de pinturas para el archiduque y la duquesa Alberto e Isabel. Para este encargo, Brueghel coordinó el trabajo de un ciclo de pinturas que representaba una Alegoría de los cinco sentidos. Los artistas que participaron en el proyecto incluyeron a Rubens, Frans Snyders, Frans Francken el Joven, Joos de Momper, Hendrick van Balen el Viejo y Sebastiaen Vrancx. Las obras fueron destruidas en un incendio en 1713.
El 9 de marzo de 1619 Brueghel compró una tercera casa llamada Den Bock (el Macho Cabrío) situada en la calle Arenbergstraat de Amberes. Cuando el 6 de agosto de 1623 su hija Clara Eugenia fue bautizada, la archiduquesa Isabel y el cardenal Borromeo fueron sus padrinos. Jan Brueghel murió el 13 de enero de 1625 en Amberes por complicaciones derivadas de un trastorno gastrointestinal.
El 3 y el 23 de junio de 1627 se repartieron los bienes del artista entre su esposa superviviente y sus hijos de ambos matrimonios. Rubens, Hendrick van Balen el Viejo, Cornelis Schut y Paulus van Halmaele fueron los ejecutores de su testamento. Rubens fue el tutor de los hijos supervivientes de Brueghel.
Entre sus alumnos se encontraban su hijo Jan y Daniel Seghers. La hija de Brueghel, Paschasia, se casó con el pintor Hieronymus van Kessel el Joven, y su hijo Jan van Kessel el Viejo estudió con Jan Brueghel el Joven. La hija de Brueghel, Anna, se casó con David Teniers el Joven en 1637.

## Obra
Jan Brueghel el viejo fue un pintor famoso y  versátil que practicó en muchos géneros e introdujo varios temas nuevos en el arte flamenco. Logró un excelente dominio técnico, que le permitió representar materiales, animales y paisajes con una precisión notable y un alto grado de acabado. Tenía una técnica miniaturista lograda que le permitía conseguir una descripción precisa de la naturaleza. Jan Brueghel trabajaba para una clientela selecta de mecenas aristocráticos y coleccionistas para crear imágenes más caras y exclusivas. Sus paisajes paradisíacos, apelaron a las preferencias estéticas de los aristócratas que aman coleccionar objetos tan preciosos. Sus obras a menudo pintadas sobre cobre, eran objetos de lujo destinados al simple placer de mirar y contemplar.
Como era un artista con una amplia gama de habilidades, trabajó con varios colaboradores en varios géneros. Sus colaboradores incluyeron a los paisajistas Paul Brill y Joos de Momper, los pintores de figuras Frans Francken el Joven, Hendrick de Clerck, Pieter van Avont y el pintor arquitectónico Paul Vredeman de Vries.
La producción del taller de Jan Brueghel el Joven contribuyó a la amplia distribución de sus creaciones.
|                                                 |
| Un ermitaño ante una gruta, con Joos de Momper. |

|                                           |
| Asalto a un convoy, con Sebastian Vrancx. |

|                                  |
| Archiduquesa Isabel, con Rubens. |

|                                              |
| Paraíso con la caída del hombre, con Rubens. |

|                    |
| Banquete de bodas. |

|                     |
| Baño de las ninfas. |

|                                             |
| Village Kermis en Schelle con autorretrato. |

|                                             |
| Los sentidos del oído, el tacto y el gusto. |

## Árbol genealógico

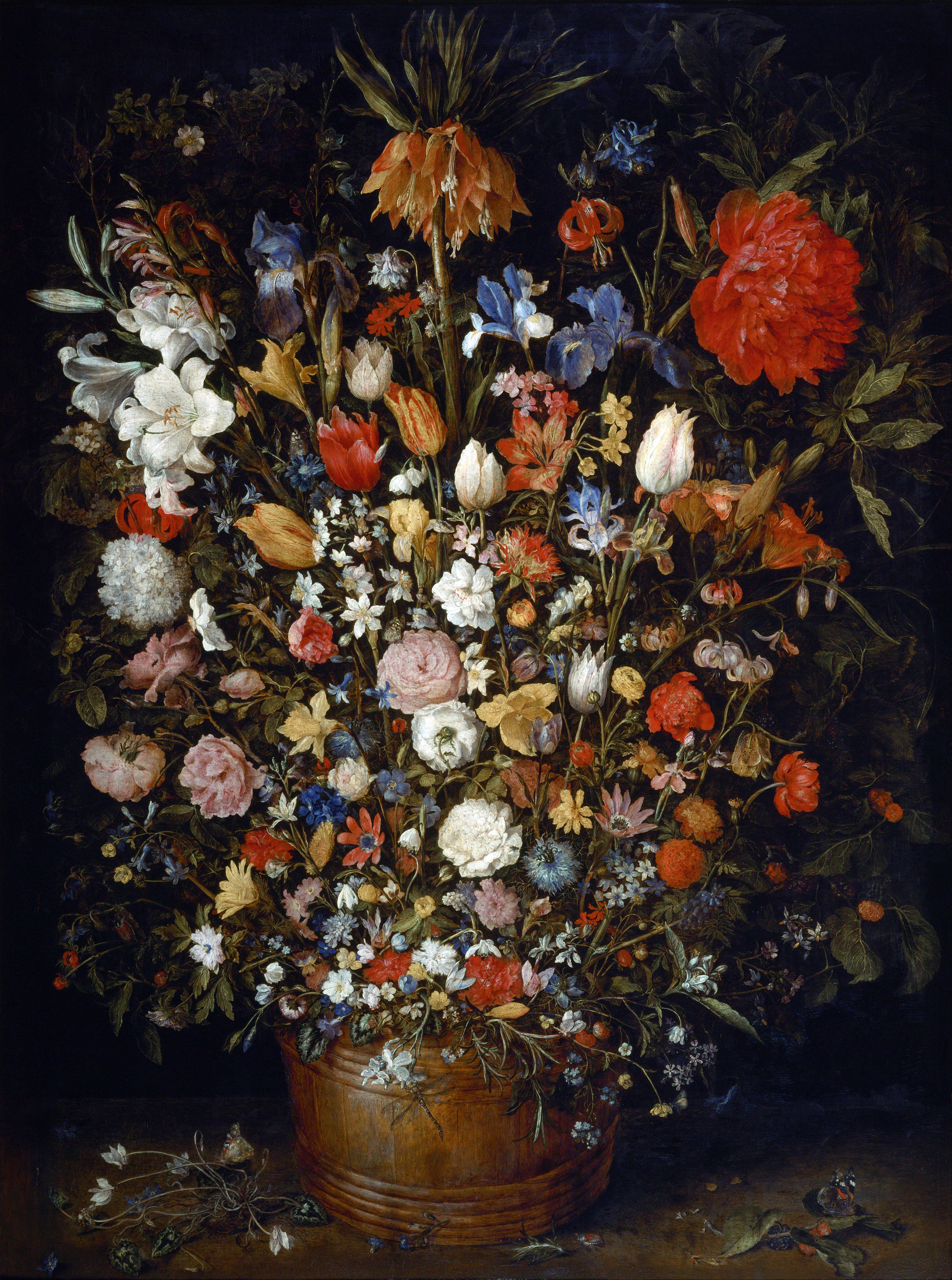
Bouquet (1606-1607).

|  |  |                          |                          |                          |                          | Pieter Brueghel el Viejo |                          |                       |                       |                       |                       |                       |                       |                       |                       |               |               |               |               |               |               |  |  |                        |                        |                        |                        |                        |                        |
|  |  |                          |                          |                          |                          |                          |                          |                       |                       |                       |                       |                       |                       |                       |                       |               |               |               |               |               |               |  |  |                        |                        |                        |                        |                        |                        |
|  |  |                          |                          |                          |                          |                          |                          |                       |                       |                       |                       |                       |                       |                       |                       |               |               |               |               |               |               |  |  |                        |                        |                        |                        |                        |                        |
|  |  | Pieter Brueghel el Joven | Pieter Brueghel el Joven | Pieter Brueghel el Joven | Pieter Brueghel el Joven | Pieter Brueghel el Joven | Pieter Brueghel el Joven |                       |                       | Jan Brueghel el Viejo | Jan Brueghel el Viejo | Jan Brueghel el Viejo | Jan Brueghel el Viejo | Jan Brueghel el Viejo | Jan Brueghel el Viejo |               |               |               |               |               |               |  |  |                        |                        |                        |                        |                        |                        |
|  |  | Pieter Brueghel el Joven | Pieter Brueghel el Joven | Pieter Brueghel el Joven | Pieter Brueghel el Joven | Pieter Brueghel el Joven | Pieter Brueghel el Joven |                       |                       | Jan Brueghel el Viejo | Jan Brueghel el Viejo | Jan Brueghel el Viejo | Jan Brueghel el Viejo | Jan Brueghel el Viejo | Jan Brueghel el Viejo |               |               |               |               |               |               |  |  |                        |                        |                        |                        |                        |                        |
|  |  |                          |                          |                          |                          |                          |                          |                       |                       |                       |                       |                       |                       |                       |                       |               |               |               |               |               |               |  |  |                        |                        |                        |                        |                        |                        |
|  |  |                          |                          |                          |                          |                          |                          |                       |                       |                       |                       |                       |                       |                       |                       |               |               |               |               |               |               |  |  |                        |                        |                        |                        |                        |                        |
|  |  |                          |                          |                          |                          |                          |                          | Jan Brueghel el Joven | Jan Brueghel el Joven | Jan Brueghel el Joven | Jan Brueghel el Joven | Jan Brueghel el Joven | Jan Brueghel el Joven |                       |                       | Anna Brueghel | Anna Brueghel | Anna Brueghel | Anna Brueghel | Anna Brueghel | Anna Brueghel |  |  | David Teniers el Joven | David Teniers el Joven | David Teniers el Joven | David Teniers el Joven | David Teniers el Joven | David Teniers el Joven |
|  |  |                          |                          |                          |                          |                          |                          | Jan Brueghel el Joven | Jan Brueghel el Joven | Jan Brueghel el Joven | Jan Brueghel el Joven | Jan Brueghel el Joven | Jan Brueghel el Joven |                       |                       | Anna Brueghel | Anna Brueghel | Anna Brueghel | Anna Brueghel | Anna Brueghel | Anna Brueghel |  |  | David Teniers el Joven | David Teniers el Joven | David Teniers el Joven | David Teniers el Joven | David Teniers el Joven | David Teniers el Joven |
|  |  |                          |                          |                          |                          |                          |                          |                       |                       |                       |                       |                       |                       |                       |                       |               |               |               |               |               |               |  |  |                        |                        |                        |                        |                        |                        |
|  |  |                          |                          |                          |                          |                          |                          | Abraham Brueghel      |                       |                       |                       |                       |                       |                       |                       |               |               |               |               |               |               |  |  |                        |                        |                        |                        |                        |                        |